# Потік Крабовидної туманності
Потік Крабовидної туманності або Краб — стандартна астрофотометрична одиниця для вимірювання інтенсивності астрофізичних рентгенівських джерел. Один Краб визначається як інтенсивність Крабоподібної туманності при відповідній енергії рентгенівського фотона.
Крабоподібна туманність і Крабоподібний пульсар у ній є інтенсивним джерелом космічного рентгенівського випромінювання. Використовується як стандартна свічка в процедурі калібрування рентгенівських приладів у космосі. Однак, через змінну інтенсивність Крабоподібної туманності при різних енергіях рентгенівського випромінювання, перетворення Крабоподібної туманності в інші одиниці залежить від діапазону енергії рентгенівського випромінювання.
В діапазоні енергій фотонів від 2 до 10 еВ 1 Краб дорівнює 2,4 · 10 −8 ерг см −2 с −1 = 15 кеВ см −2 с −1 = 2,4 · 10 −11 Вт · м−2. Для енергій понад ~30 кеВ Крабовидна туманність стає непридатною для цілей калібрування, оскільки її потік більше не можна охарактеризувати єдиною когерентною моделлю.
Одиниця мКраб або мілі Краб іноді використовується замість Краб.